# Saturnino Huillca
Saturnino Huillca Quispe (hacienda Chhuru, Paucartambo, Cuzco, 1893–Ninamarca, distrito de Colquepata, provincia de Paucartambo, 1987) fue un campesino quechua y líder sindical peruano, hablante del castellano y del quechua cusqueño.

## Biografía
Saturnino Huillca nació en la hacienda Chhuru en la provincia de Paucartambo en el departamento de Cuzco. Trabajó durante su juventud en la hacienda Chhuru, donde fundó el primer sindicato rural, por lo que fue expulsado y perseguido por los gamonales. En la década de 1960 fue parte del movimiento campesino del Valle de la Convención, donde en 1962 se fundó la Federación Departamental de Campesinos del Cuzco, organización de la cual fue su secretario de Disciplina.
Durante el Gobierno Revolucionario de la Fuerza Armada, y gracias a la Reforma Agraria, fue presidente de la Cooperativa de Ninamarca. Fue activista político hasta la década de 1970.
Falleció en Ninamarca a los 93 años por causa de una neumonía.

## Homenajes
Su vida y lucha sindical ha sido narrada por el periodista Hugo Neira en su libro "Huillca, habla un campesino peruano", ganador del Premio Casa de las Américas, y en el mediometraje de 1973 de la cineasta peruana Nora de Izcue, Runan Caycu. Además, participó en tres producciones más, El enemigo principal (1974) del boliviano Jorge Sanjinés, el cortometraje Si esas puertas no se abren (1975) de María Barea y Mario Arrieta, y en Kuntur Wachana (1977) de Federico García Hurtado, donde se auto representa.
En el distrito de Huancarani de su provincia natal existe un instituto bautizado en su honor.

### Filmografía
- Runan Caycu (1973)
- El enemigo principal (1974)
- Si esas puertas no se abren (1975)
- Kuntur Wachana (1977)
- PERU: The Revolution that never was (1979)[8]